# Maurice de Mirecki
 (avril 2018).
Si vous disposez d'ouvrages ou d'articles de référence ou si vous connaissez des sites web de qualité traitant du thème abordé ici, merci de compléter l'article en donnant les références utiles à sa vérifiabilité et en les liant à la section « Notes et références ».
Pour l’article homonyme, voir Victor de Mirecki.
Maurice de Mirecki, né le 22 septembre 1845 à Pau (Basses-Pyrénées), et mort le 11 avril 1900  à Paris XIXe, est un pianiste, violoniste et compositeur français.

## Biographie
Maurice Antoine Lucien de Mirecki, est le fils aîné du comte Aleksander de Mirecki (en) qui était également un violoniste reconnu, et de Marie Zeline Larramat. Son père, héros de la Révolution polonaise de 1830-1831 contre la Russie, s'était réfugié dans la France de Louis-Philippe, d'abord à Paris pendant un bref séjour, puis s'était installé à Tarbes, où il enseignait le violon. Le couple eut également deux autres enfants, Victor et Françoise. Les trois enfants de la famille se consacrèrent tous à la musique.
En 1865, Maurice de Mirecki s'installe à Paris avec son frère cadet Victor de Mirecki, où il reste toute sa vie et mène une vie très sociale.
En 1869, il épouse Colette Adam, une jeune soprano, avec qui il eut trois enfants :
- Caroline Jeanne Nicolette de Mirecki (née le 16 mars 1876, morte en 1947), mariée en 1900 avec Eugène Ronsin, peintre et décorateur français
- Armand Victor de Mirecki
- Maurice Charles de Mirecki (né le 1er novembre 1887) qui a vécu en concubinage avec Anna Moreau[Qui ?].

Maurice de Mirecki est reconnu pour ses réalisations en tant que soliste et compositeur. 

## Œuvres
- Fanfan et Colas (1892) -  opéra, livret de Louis Bouvet[1].

Parmi ses compositions, plusieurs œuvres ont été écrites pour son épouse : 
- Polkas Chambertin pour soprano et piano (1876, avec les paroles de G. de Loyat)
- Embrasse moi vite (1879) - et virtuose du piano Ikanowa
- Souvenir de Roumanie (1875, polka-mazurka)
- des œuvres pour piano (1880), qui sont une collection d'études.